# Allium antonii-bolosii
Allium antonii-bolosii là một loài thực vật có hoa trong họ Amaryllidaceae. Loài này được P.Palau mô tả khoa học đầu tiên năm 1953.